# Ihtiman (obchtina)
Ihtiman (bulgare : Ихтиман) est une municipalité en Bulgarie.

## Géographie
La municipalité de Ihtiman (en bulgare Община Ихтиман - Obchtina Zlatitsa) est située dans l'ouest de la Bulgarie, à environ 55 km au sud-est de la capitale Sofia, en direction de Plovdiv. Son chef-lieu est la ville d'Ihtiman.

## Administration
La municipalité d'Ihtiman comporte 25 localités (1 ville et 24 villages).

## Galerie de photographies

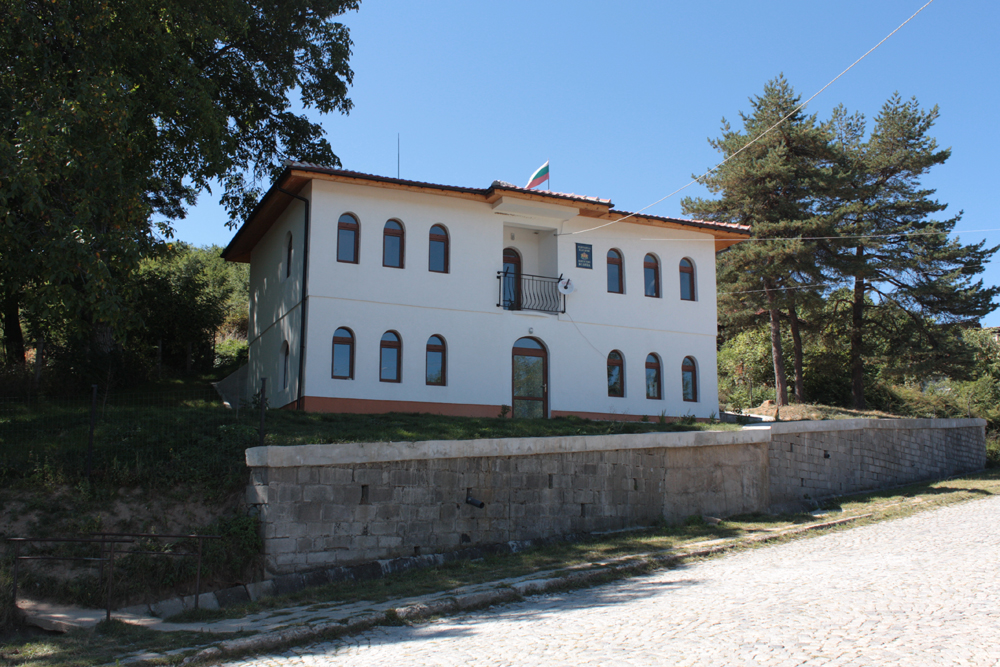
Bélitsa : la mairie annexe
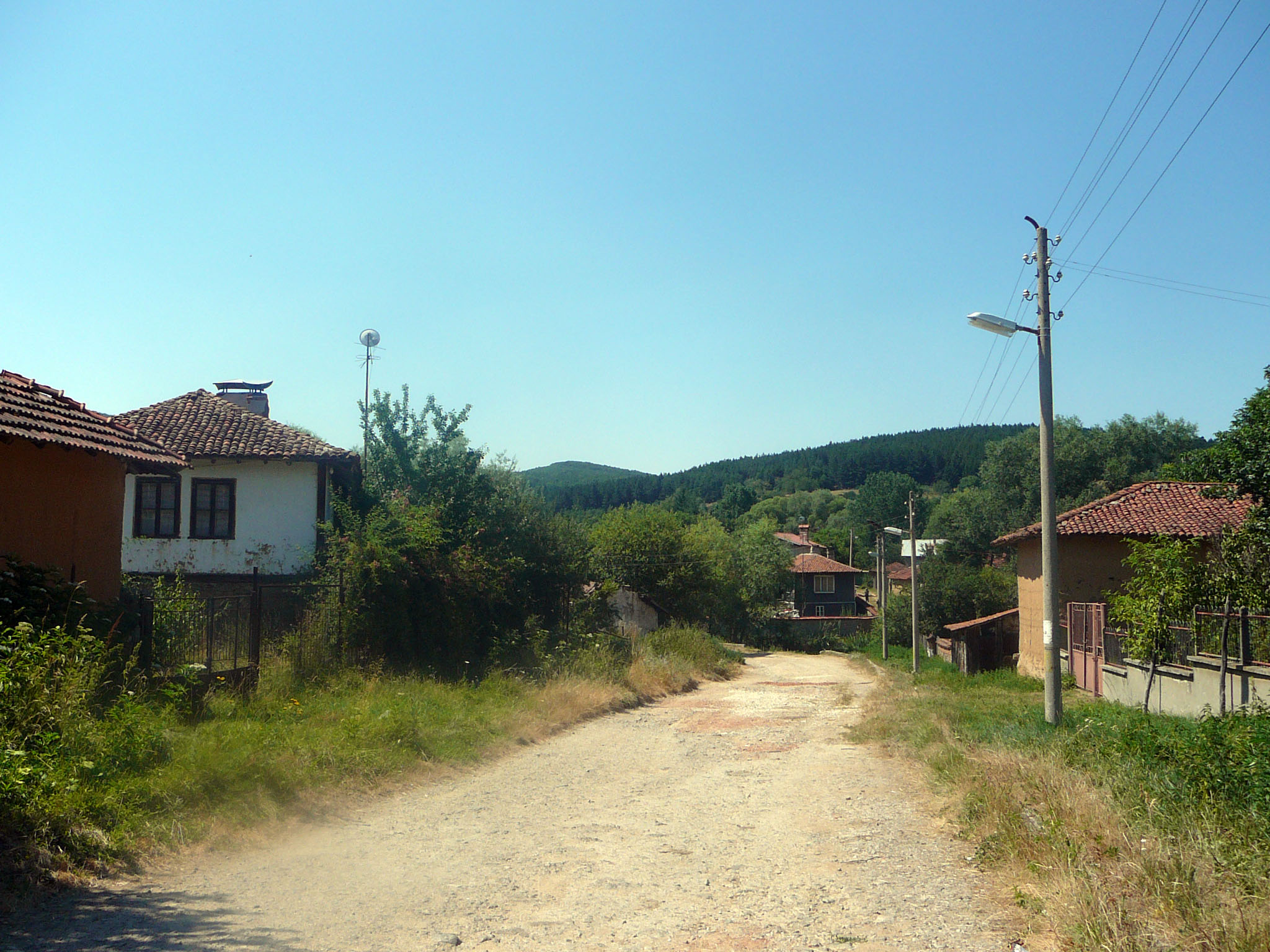
Borika : rue non goudronée
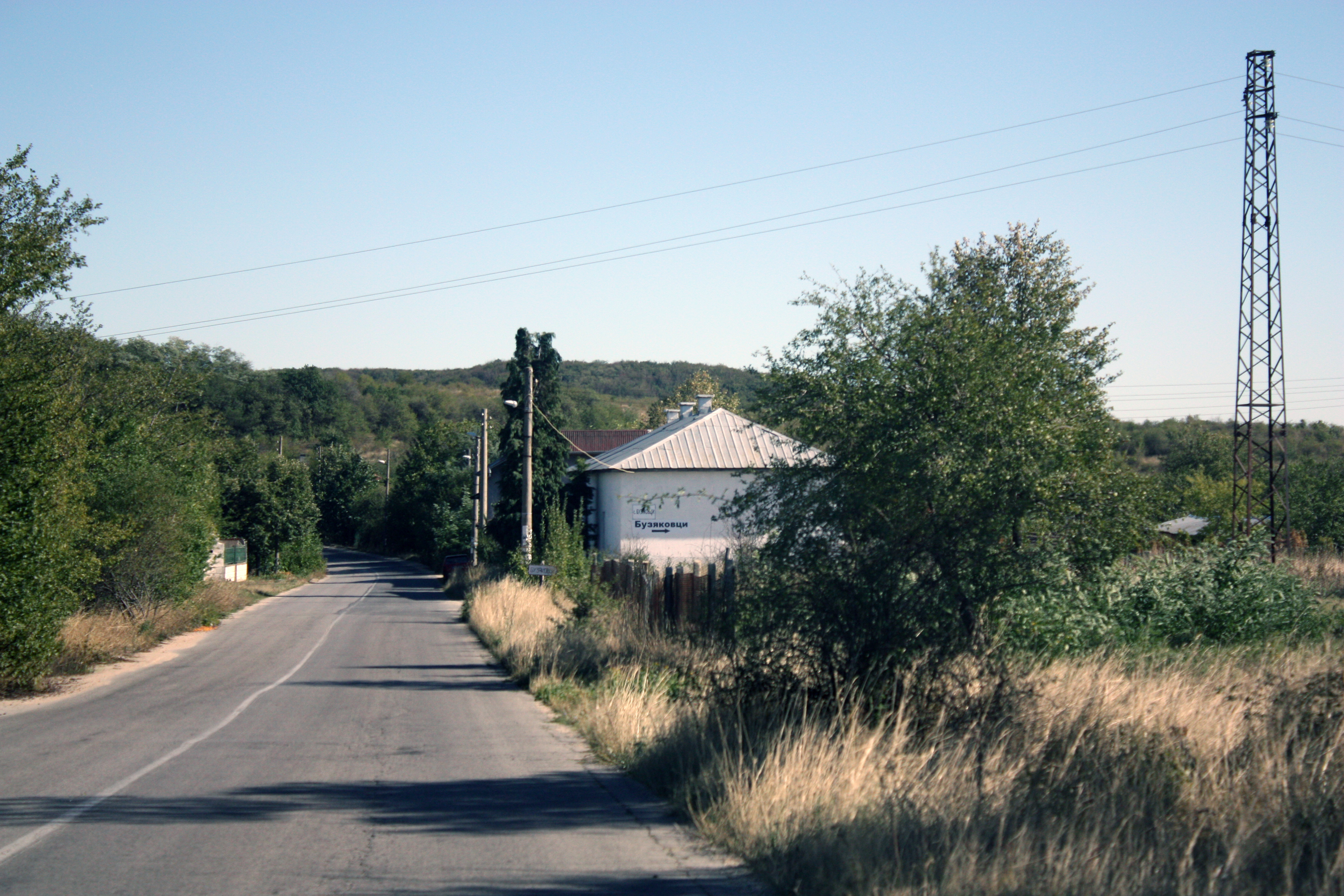
Bouziakovtsi : l'entrée du village
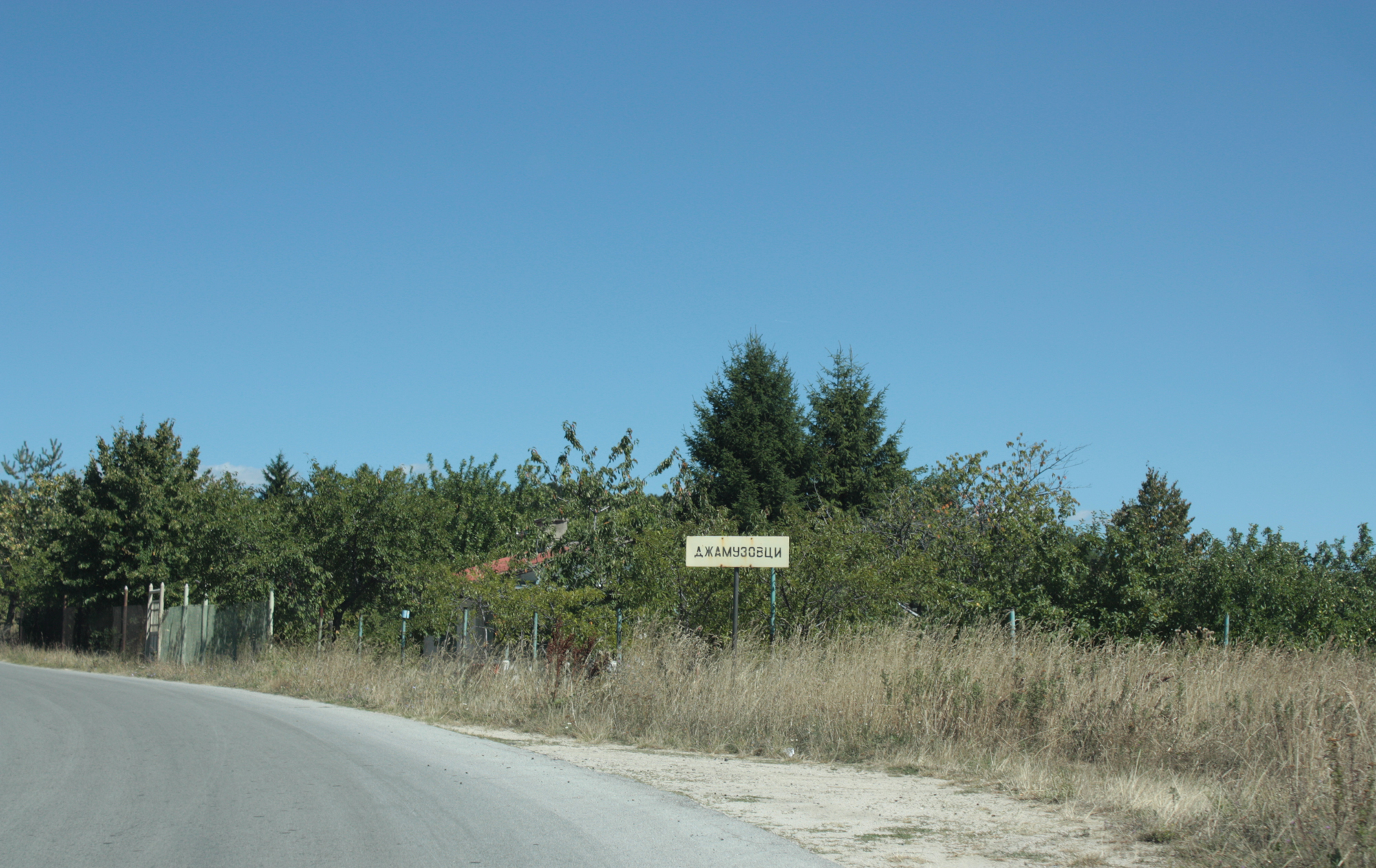
Djamouzovtsi : l'entrée du village
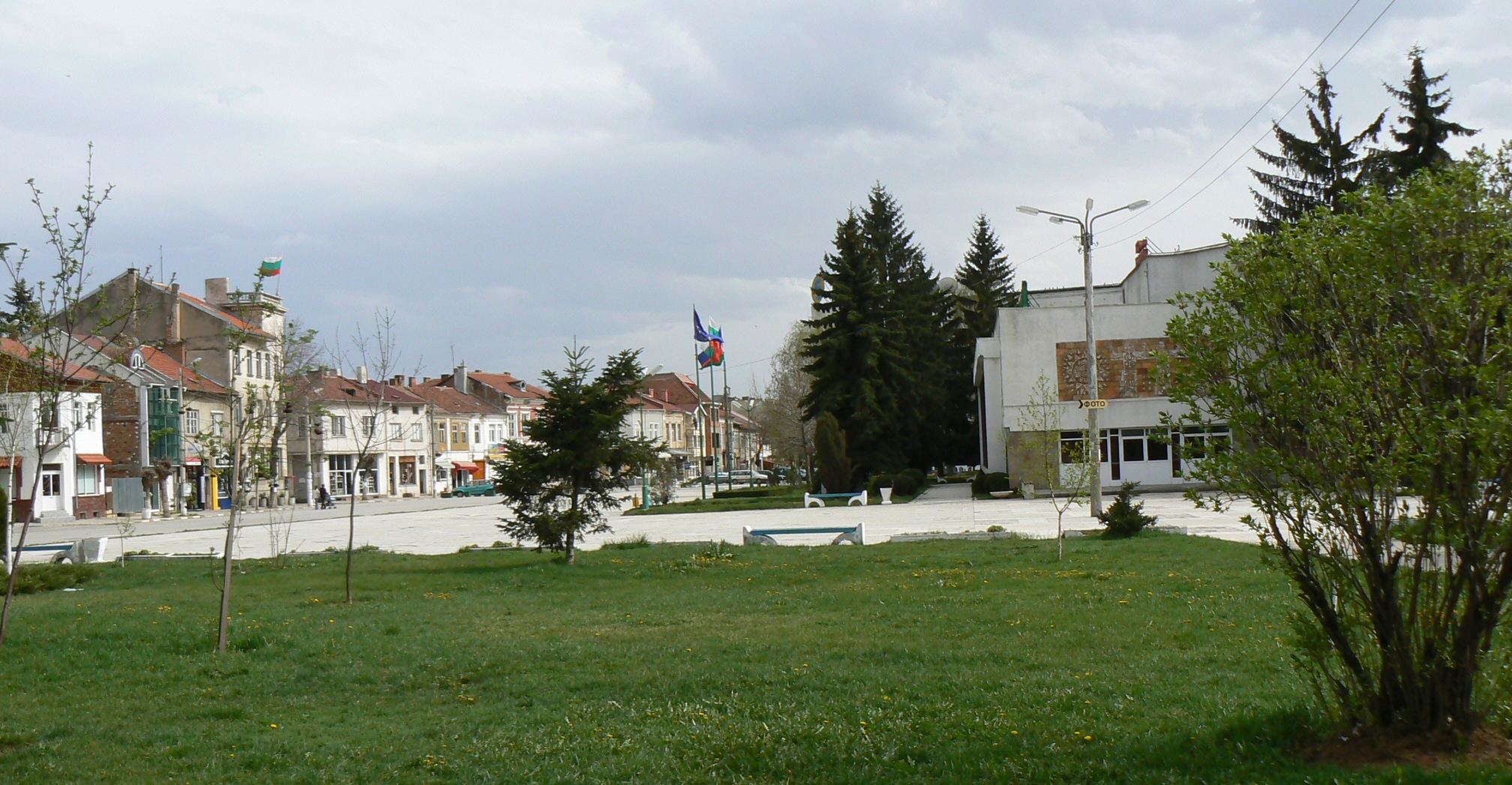
Ihtiman : le centre-ville
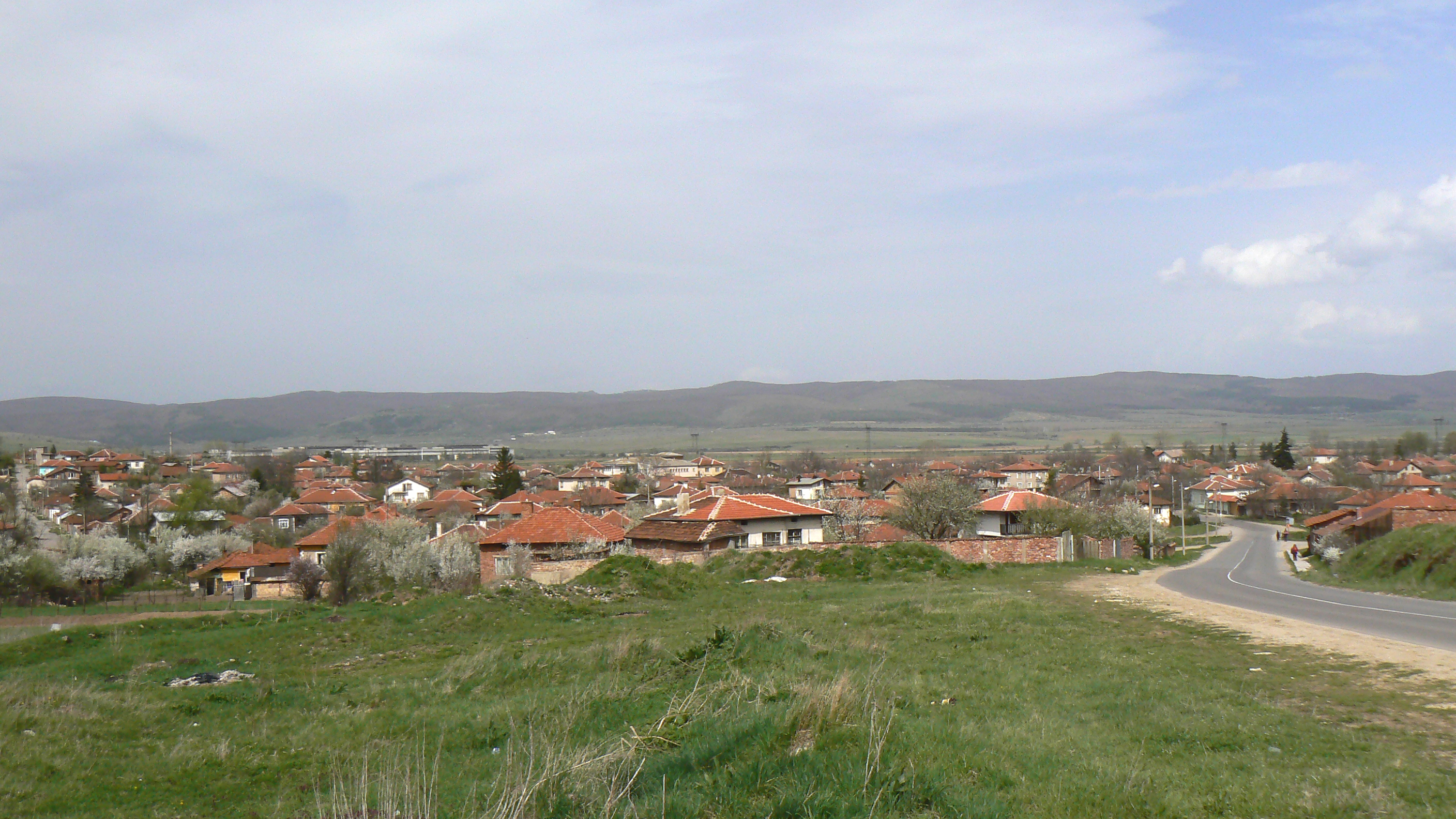
Jivkovo : vue générale du village
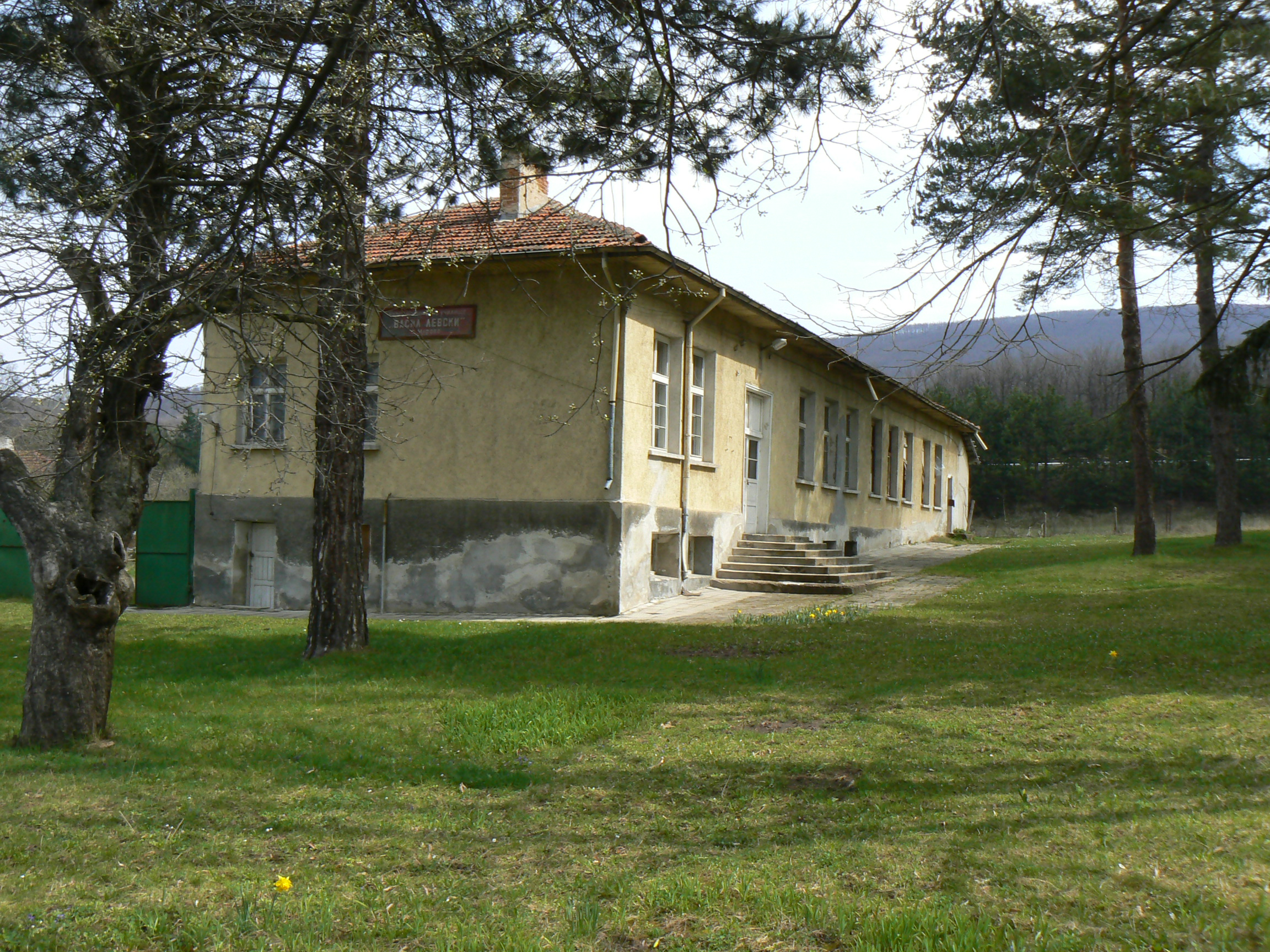
Mirovo : le bâtiment de la mairie-annexe et de l'école primaire
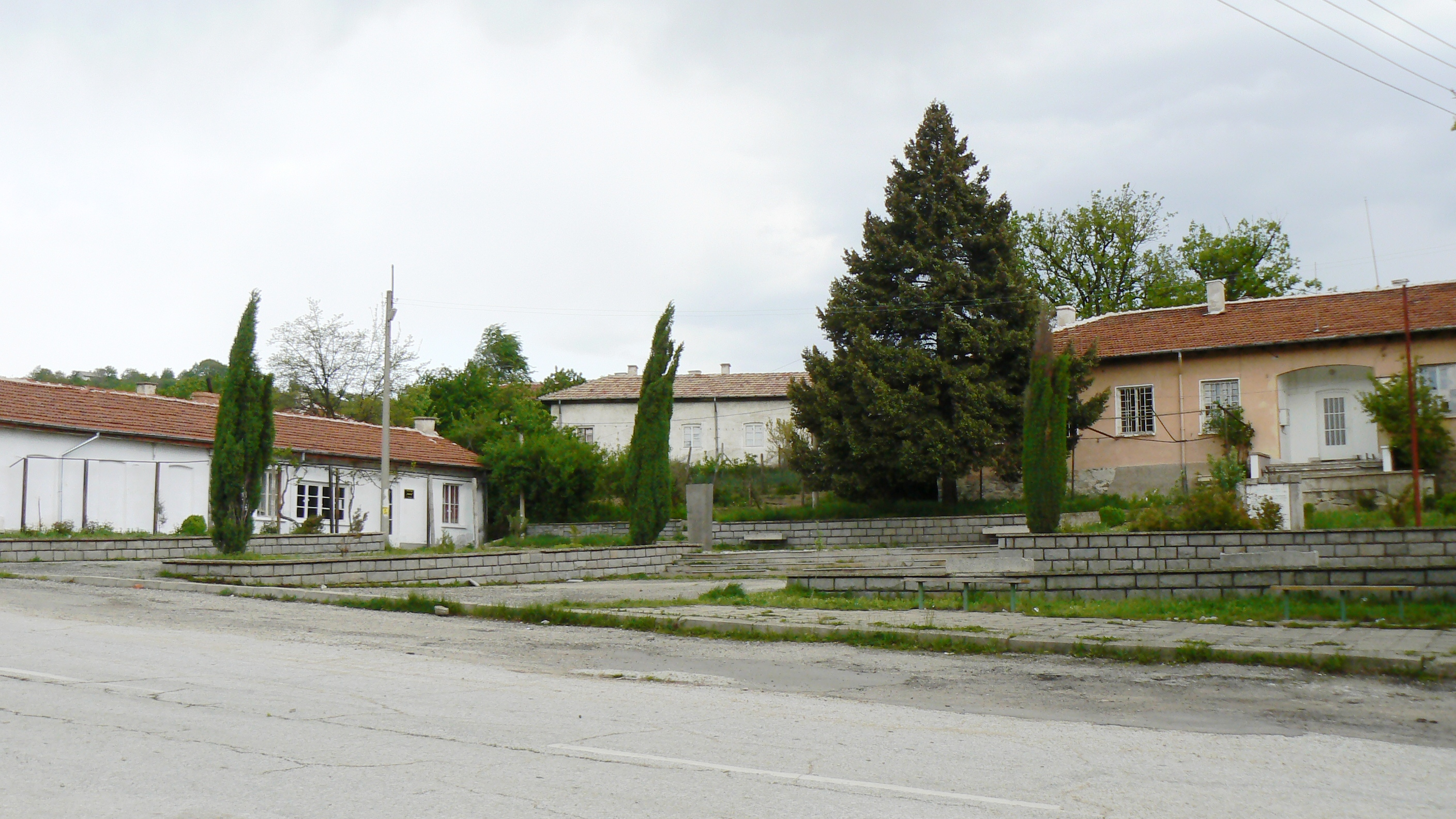
Mouhovo : le centre du village
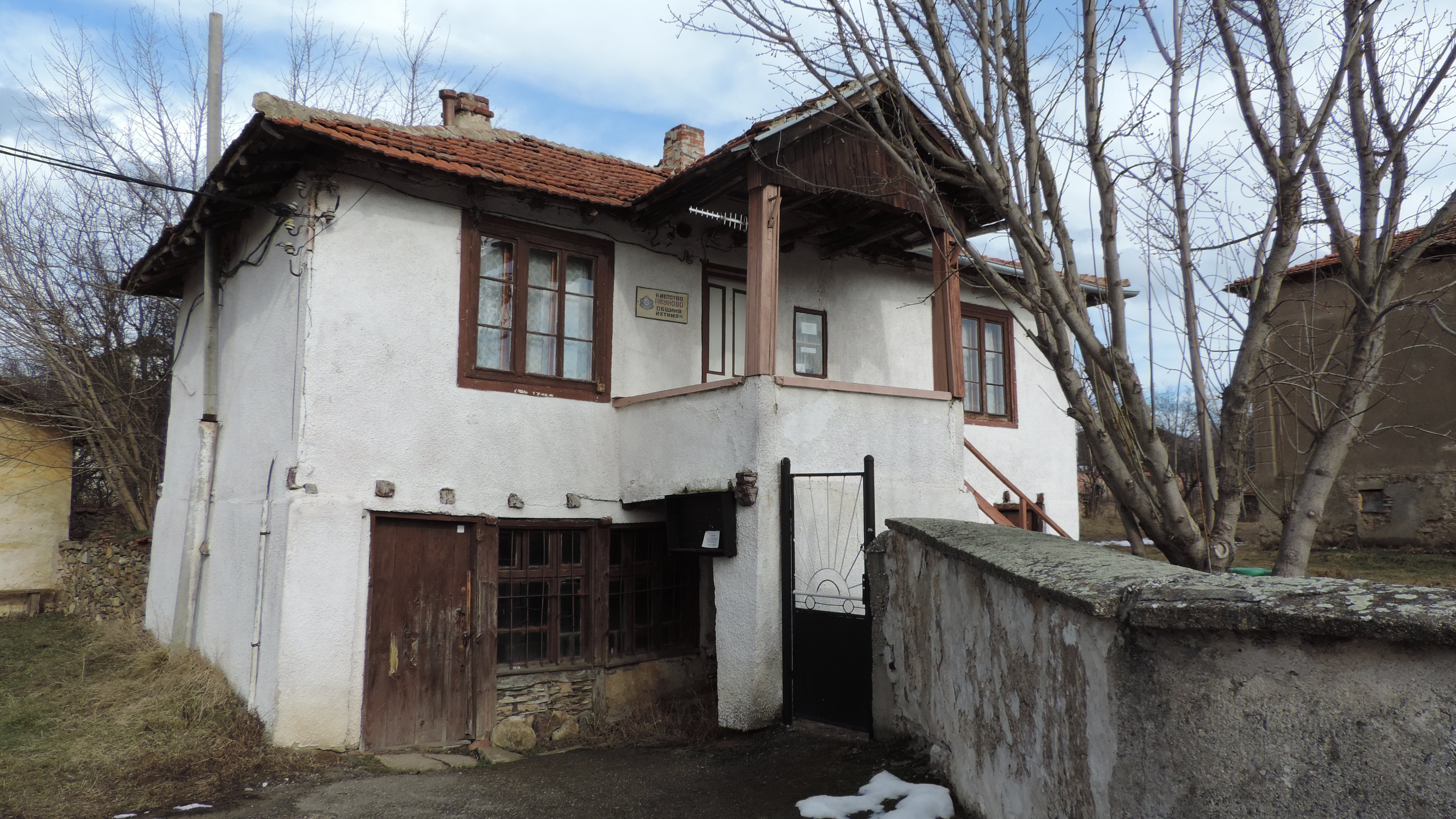
Paunovo : la mairie-annexe
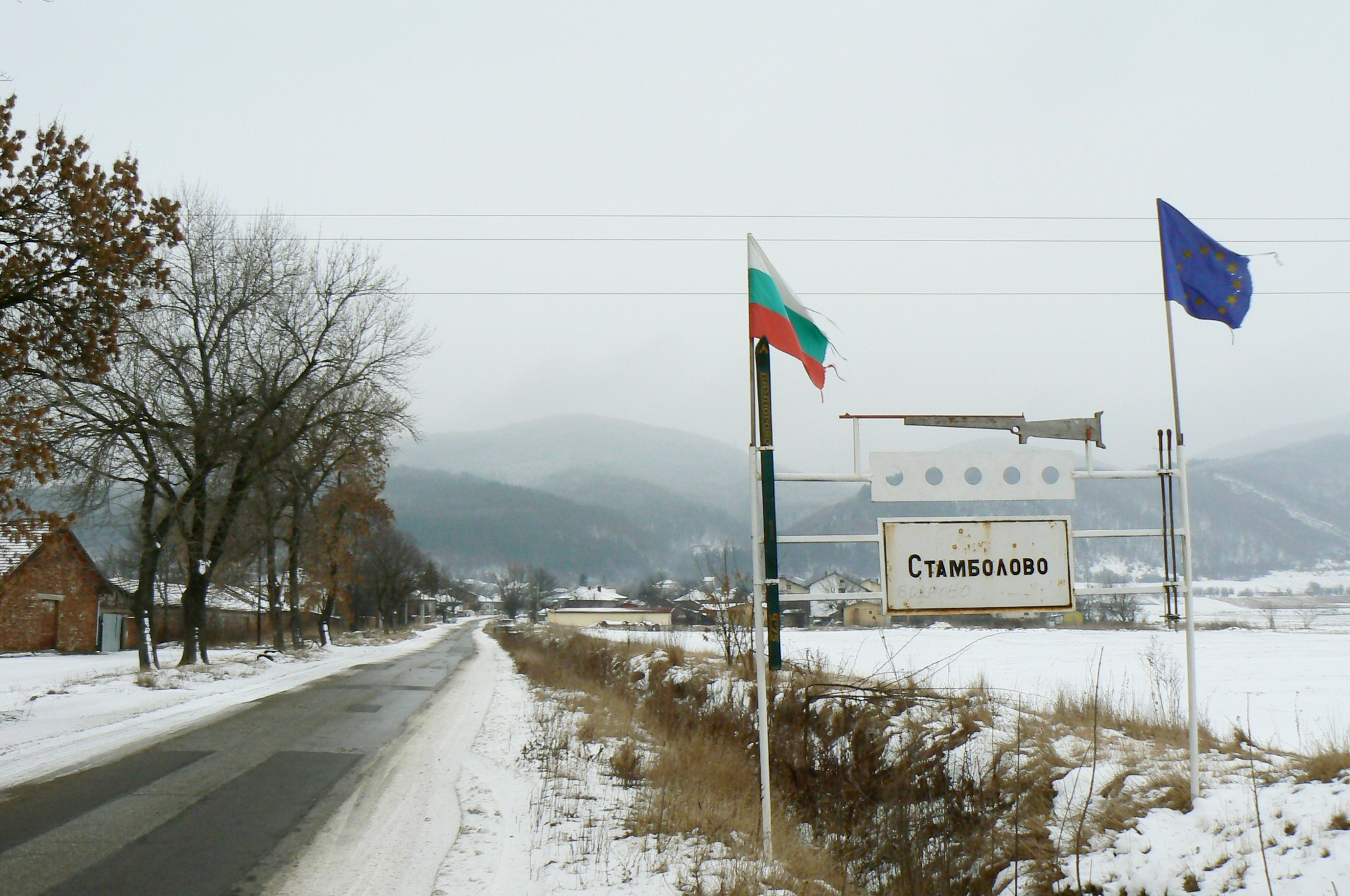
Stambolovo : l'entrée du village
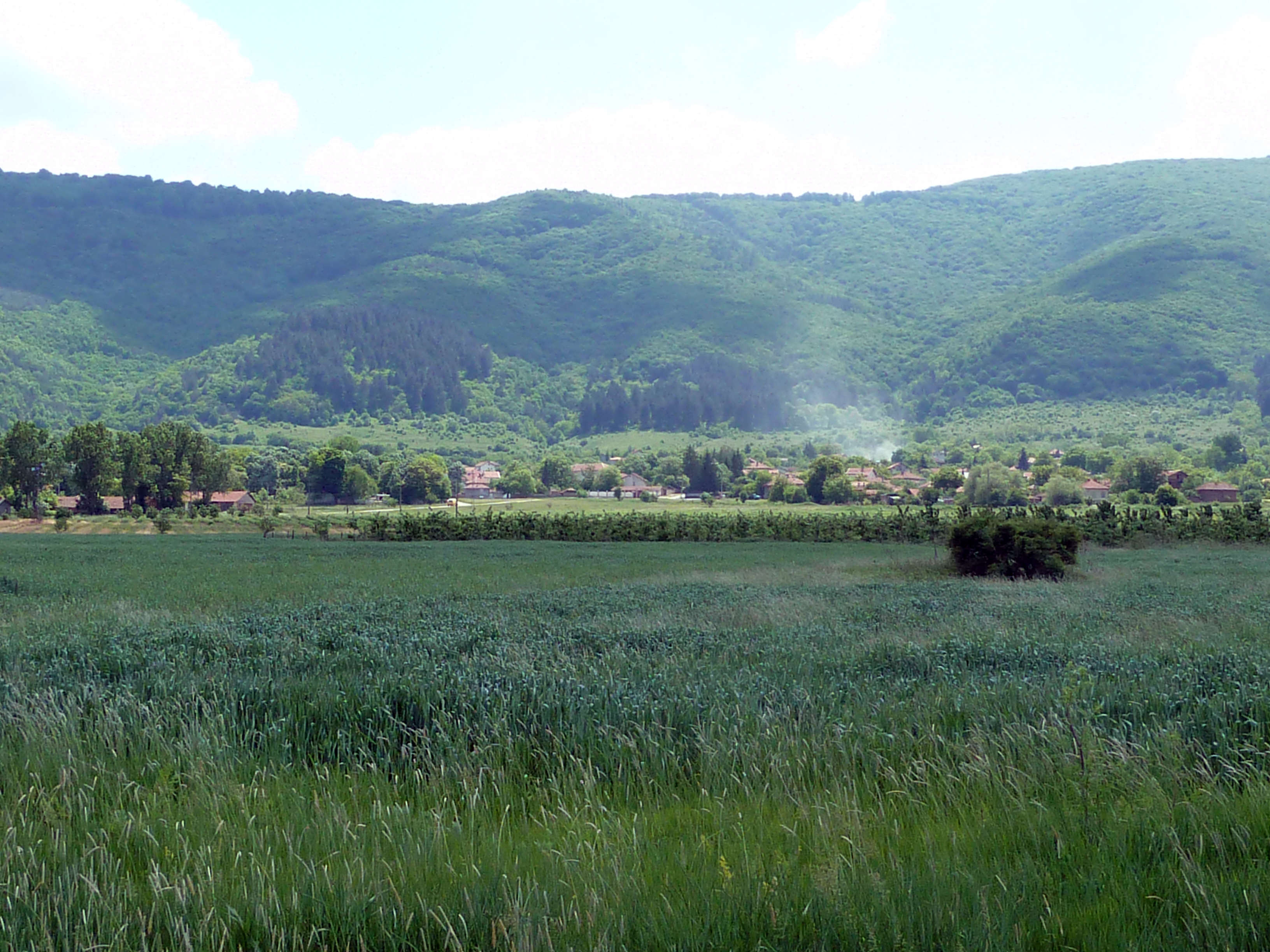
Tchérniovo : le village et ses environs
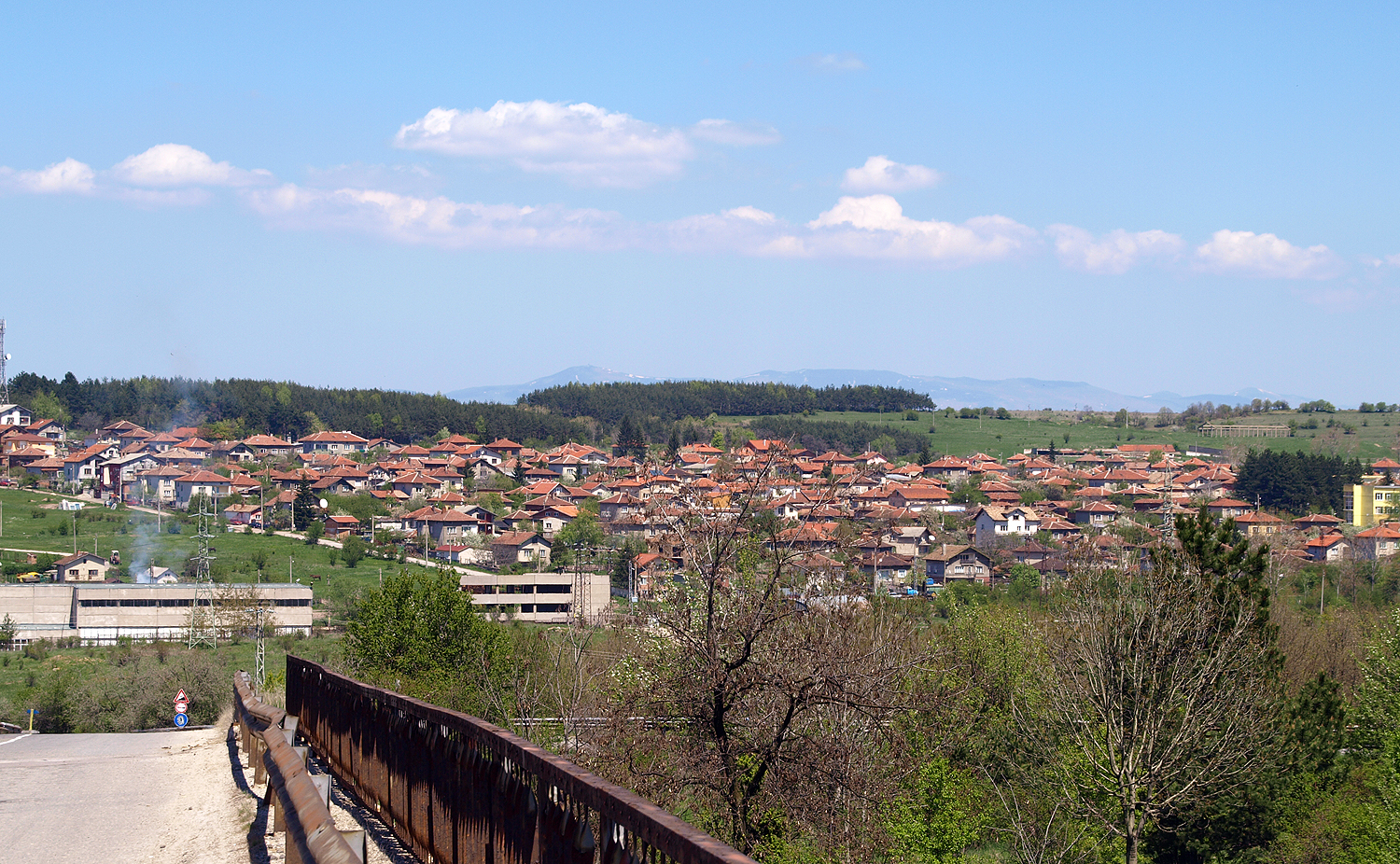
Vakarel : vue du village
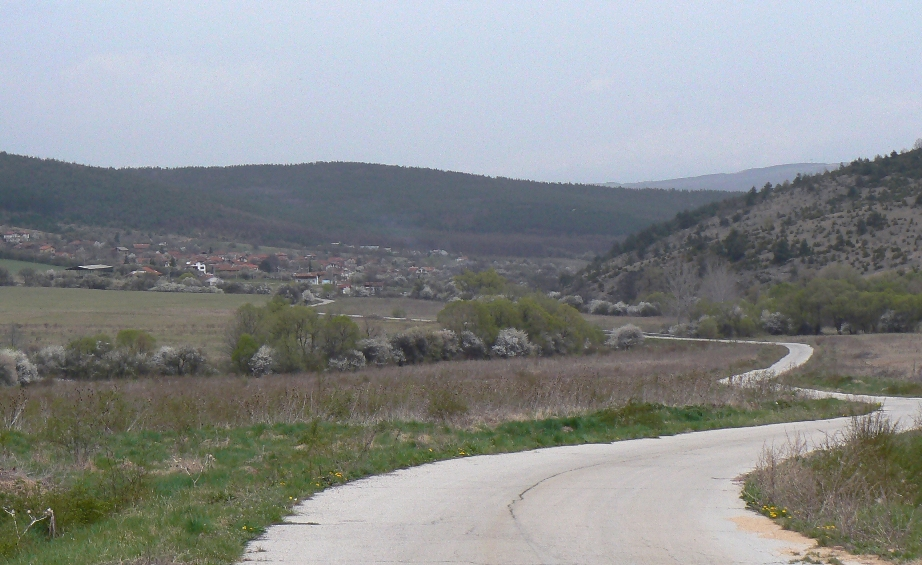
Venkovetz : vue du village
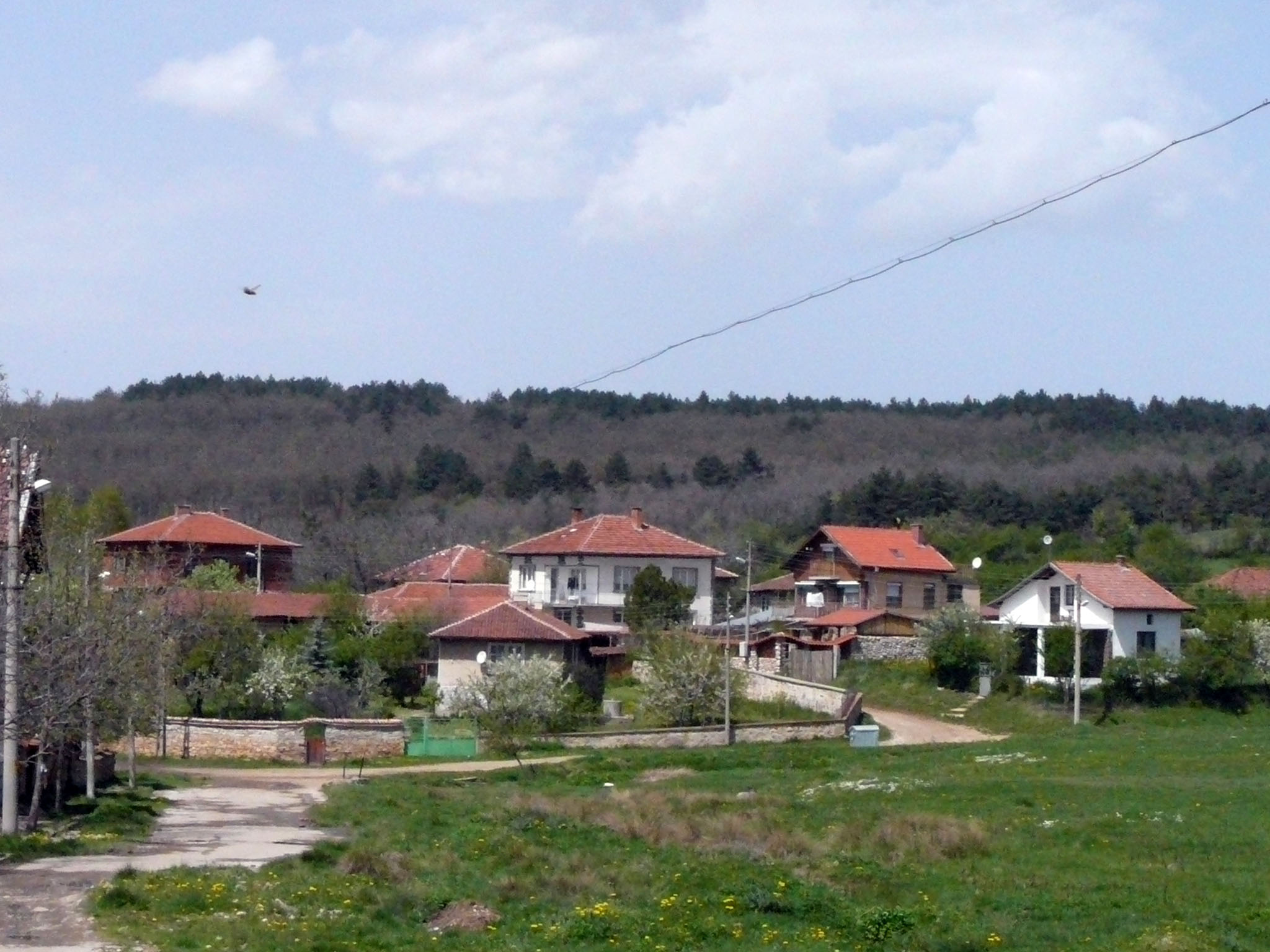
Vérinsko : vue du village